# Anse Belle Rose
L'anse Belle Rose est une baie de Guadeloupe située en Grande-Terre entre la pointe percée et la pointe à Desbonnes.

## Galerie

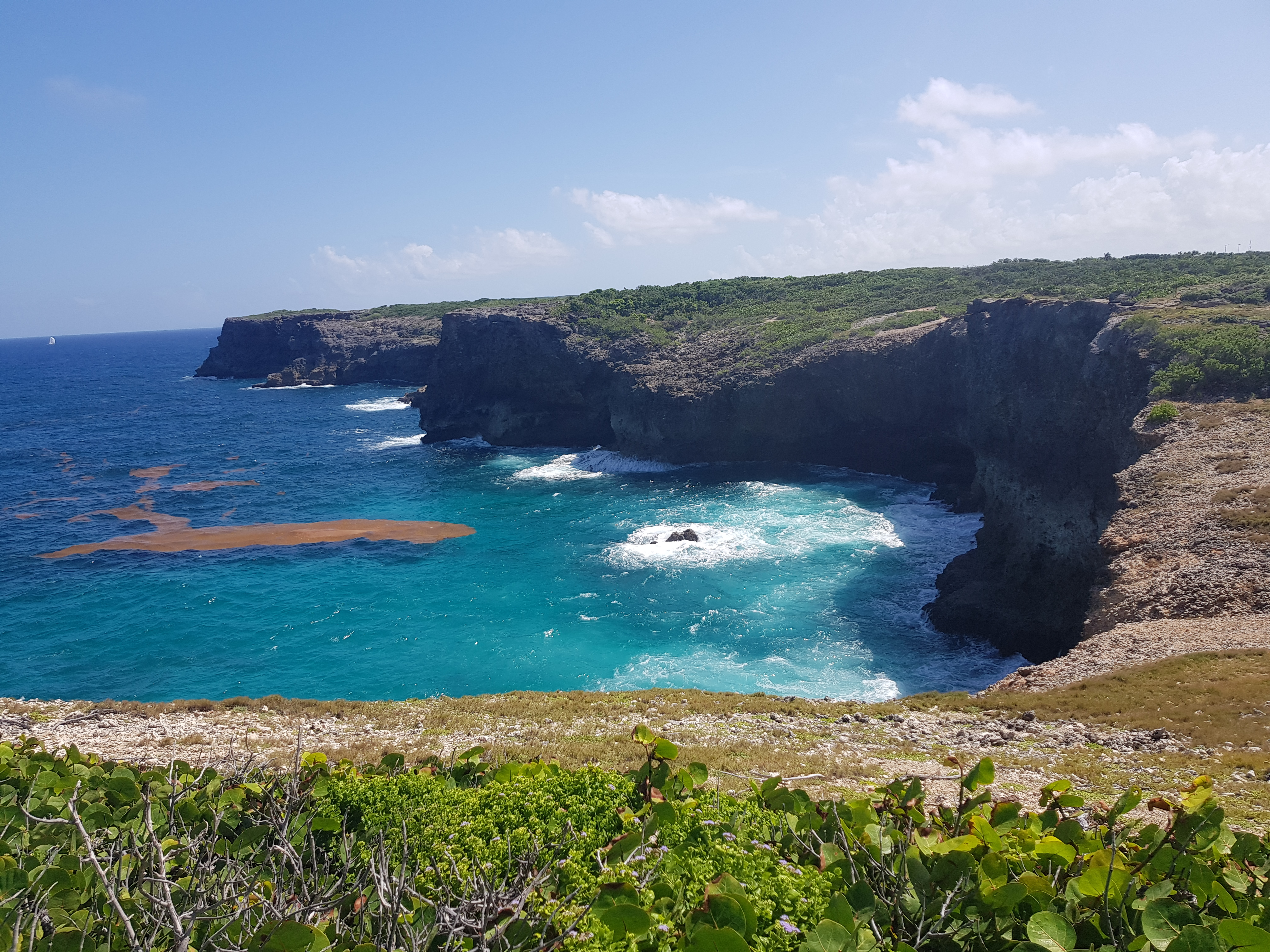
Accul à Desbonnes et Anse Belle Rose